# Jubainville
Jubainville é uma comuna francesa na região administrativa do Grande Leste, no departamento de Vosges. Estende-se por uma área de 4.33 km². Em 2010 a comuna tinha 94 habitantes (densidade: 21,7 hab./km²).